# Hymns by Johnny Cash
Hymns by Johnny Cash je peti album Johnnyja Casha. Originalno je objavljen u svibnju 1959., a 2002. je doživio reizdanje s alternativnom verzijom pjesme "It Was Jesus".

## Popis pjesama
1. "It Was Jesus" (Cash) – 2:08
2. "I Saw a Man" (Arthur "Guitar Boogie" Smith) – 2:36
3. "Are All the Children In" (Craig Starrett) – 1:58
4. "The Old Account" (Traditional) – 2:29
5. "Lead Me Gently Home" (Will L. Thompson) – 2:04
6. "Swing Low, Sweet Chariot" (Traditional) – 1:56
7. "Snow in His Hair" (Marshall Pack) – 2:24
8. "Lead Me Father" (Cash) – 2:31
9. "I Call Him" (Cash, Roy Cash) – 1:50
10. "These Things Shall Pass" (Stuart Hamblen) – 2:20
11. "He'll Be a Friend" (Cash) – 2:00
12. "God Will" (John D. Loudermilk, Marijohn Wilkin) – 2:24
13. "It Was Jesus" (Bonus track) (Cash) – 2:04

## Izvođači
- Johnny Cash - aranžer, vokali, glavni izvođač, gitara
- Al Casey - gitara
- Luther Perkins - gitara
- Don Helms - steel gitara
- Marshall Grant - bas
- Marvin Hughes - kalvir
- Buddy Harman - bubnjevi

## Vanjske poveznice
- Podaci o albumu i popis pjesama